# Хор, Керри
Керри Хор (англ. Kerry Hore; род. 3 июля 1981, Хобарт) — австралийская гребчиха, выступавшая за сборную Австралии по академической гребле в период 2002—2016 годов. Бронзовая призёрка летних Олимпийских игр в Афинах, чемпионка мира, победительница и призёрка многих регат национального значения.

## Биография
Керри Хор родилась 3 июля 1981 года в городе Хобарт штата Тасмания, Австралия.
Заниматься академической греблей начала в 1997 году. Состояла в гребной команде во время учёбы в Тасманском университете, где получила степень в области фармакологии. Позже проходила подготовку в гребных клубах Нью-Норфолка и Франклина.
Дебютировала на взрослом международном уровне в сезоне 2002 года, когда вошла в основной состав австралийской национальной сборной и выступила в парных одиночках на этапе Кубка мира в Люцерне.
В 2003 году в парных четвёрках одержала победу на этапе Кубка мира в Люцерне и на чемпионате мира в Милане.
Благодаря череде удачных выступлений удостоилась права защищать честь страны на летних Олимпийских играх 2004 года в Афинах. В составе четырёхместного парного экипажа, куда также вошли гребчихи Ребекка Саттин, Эмбер Брэдли и Дана Фалетич, финишировала в решающем заезде на третьей позиции позади команд из Германии и Великобритании — тем самым завоевала бронзовую олимпийскую медаль.
После афинской Олимпиады Хор осталась в гребной команде Австралии и продолжила принимать участие в крупнейших международных регатах. Так, в 2005 году она выступила в одиночках на мировом первенстве в Гифу, однако сумела квалифицироваться лишь в утешительный финал B.
В 2007 году в парных двойках стартовала на чемпионате мира в Мюнхене, но и здесь была далека от призовых позиций.
Находясь в числе лидеров австралийской национальной сборной, благополучно прошла отбор на Олимпийские игры 2008 года в Пекине — на сей раз попасть в число призёров не смогла, показав в программе парных четвёрок только шестой результат.
В 2010 году на чемпионате мира в Карапиро стала серебряной призёркой в двойках и финишировала четвёртой в четвёрках.
В 2011 году в парных двойках получила серебро на этапе Кубка мира в Люцерне и на мировом первенстве в Бледе.
Представляла страну на Олимпийских играх 2012 года в Лондоне, где в программе парных четвёрок пришла к финишу четвёртой.
В 2014 году в парных четвёрках одержала победу на домашнем этапе Кубка мира в Сиднее, побывала на чемпионате мира в Амстердаме — была здесь близка к призовым позициям, расположившись в итоговом протоколе соревнований на четвёртой строке.
В 2015 году добавила в послужной список серебряную награду, полученную в четвёрках на этапе Кубка мира в Люцерне. В той же дисциплине стартовала на мировом первенстве в Эгбелете, где показала на финише пятый результат.
Последний раз выступала на международном уровне в составе сборной Австралии в сезоне 2016 года, когда приняла участие в Олимпийских играх в Рио-де-Жанейро и оказалась в четвёрках седьмой. Таким образом, Керри Хор стала первой и единственной австралийской гребчихой, выступившей на четырёх Олимпийских играх.
Завершив спортивную карьеру, работала по специальности фармацевтом.